# Werner Lufft

Werner Lufft

Werner Lufft (* 9. Juni 1898 in Königsberg; † 2. Februar 1984 in Bonn) war ein deutscher Jurist und Politiker (SPD, SED).

## Leben und Wirken
Lufft besuchte die Volksschule und ein Realgymnasium in Königsberg. Von 1914 bis 1917 nahm Lufft als Angehöriger des Feld-Artillerie-Regimentes Nr. 12 am Ersten Weltkrieg teil. Nachdem er 1918 das Abitur nachgeholt hatte, studierte er von 1919 bis 1922 Staatswissenschaften, Philosophie und Geschichte an der Universität und an der Handelsschule in Königsberg. Danach arbeitete er für die Oberpostdirektion in Königsberg und beim Landesarbeitsamt, später bei der Wanderausstellung Ostpreußen und der Königsberger Ostmesse.
1918 wurde Lufft Mitglied der USPD, wechselte 1921 zur SPD und kam 1923 in die Bezirksleitung der SPD in Königsberg. Im selben Jahr wurde er Vorsitzender des Bezirksvorstandes der sozialistischen Arbeiterjugend Ostpreußens. Von 1924 bis 1930 arbeitete er als Redakteur und Schriftleiter bei der sozialdemokratischen Königsberger Volkszeitung. Daneben war er auch Mitglied im Vorstand der ostpreußischen Sektion des Reichsbanners Schwarz-Rot-Gold.
Von 1928 bis 1930 und von 1932 bis 1933 gehörte er für seine Partei dem Berliner Reichstag an. Er wurde über die Liste des Wahlkreises 1 (Ostpreußen) gewählt. 1930 wurde er Landrat des Kreises Gerdauen. Acht Tage nach dem so genannten Preußenschlag vom 20. Juli 1932 wurde Lufft am 28. Juli 1932 in den einstweiligen Ruhestand versetzt.
1946 trat Lufft in die SED ein. Von 1945 bis 1947 amtierte er als Oberlandrat in Cottbus, danach bis 1949 als Ministerialdirektor in Potsdam. Im selben Jahr siedelte er in die Bundesrepublik Deutschland über. Dort wurde er in die Staatsverwaltung übernommen und bekleidete unter anderem den Posten eines Referenten im niedersächsischen Sozialministerium.

## Schriften
- Demokratische Kreisordnung für die Mark Brandenburg vom 19. Dezember 1946, 1947 (zusammen mit Walter Beckmann)